# (8492) Kikuoka
(8492) Kikuoka – planetoida z pasa głównego asteroid okrążająca Słońce w ciągu 4 lat i 13 dni w średniej odległości 2,53 au. Została odkryta 21 stycznia 1990 roku. Przed nadaniem nazwy planetoida nosiła oznaczenie tymczasowe (8492) 1990 BZ.